# Dioscorea cayennensis
Dioscorea cayennensis es una especie de ñame del género Dioscorea. Es una de las especies cultivadas más antiguas de África  occidental. Fue introducido en América a través del tráfico de esclavos. Es considerada nativa en Senegal, Etiopía, Uganda, Gabón, Congo, Costa de Marfil, Nigeria, Ghana, Benín, Togo y Camerún. A pesar de su cultivo se le considera una enredadera semi-silvestre en Etiopía. Está presente además en África central y oriental, el Caribe, América Central, Sudamérica y Oceanía.